# داماناتنا
داماناتنا (به لاتین: Dammanatenna) یک منطقهٔ مسکونی در سری‌لانکا است که در استان جنوبی (سری‌لانکا) واقع شده‌است.